# Drongo de la Sonde
Dicrurus densus
Espèce
Statut de conservation UICN

 LC  : Préoccupation mineure
Synonymes
Le Drongo de la Sonde (Dicrurus densus) est une espèce d'oiseaux de la famille des Dicruridae. Il est présent dans différentes îles d'Indonésie et du Timor oriental. Il était autrefois considéré comme conspécifique du Drongo à crinière (Dicrurus hottentottus).
Son habitat naturel est constitué par les forêts de plaine humide subtropicales ou tropicales, les forêts de mangroves subtropicales ou tropicales et les forêts de montagne humides subtropicales ou tropicales.

## Conservation
L'aire de répartition du Drongo de la Sonde est très grande et ne s'approche pas du seuil de vulnérabilité selon le critère de la taille de celle-ci. Elle s'étend sur plus de 20 000 km2.
La tendance d'évolution de la population n'est pas connue, mais a priori elle ne décline pas rapidement ; la taille de la population est considérée comme suffisamment grande pour que l'espèce ne soit pas qualifiée de vulnérable selon ce critère.
Pour ces raisons, l'espèce est classée dans la catégorie Préoccupation mineure par l'UICN.

## Sous-espèces
Les six sous-espèces suivantes sont reconnues, :
- D. densus densus (Bonaparte, 1850) Drongo de la Sonde
  - Roti, Timor, Wetar et Sermata
- D. densus vicinus (Rensch, 1928) Petit drongo de la Sonde
  - Lombok, Petites îles de la Sonde
- D. densus bimaensis (Wallace, 1864) Drongo de Bima
  - Sumbawa, Komodo, Rinca, Flores, Pantar, Alor et Gunungapi
- D. densus sumbae (Rensch, 1931) Drongo de Sumba
  - Sumba
- D. densus kuehni (EJO Hartert, 1901) Drongo de Tanimbar
  - Îles Tanimbar
- D. densus megalornis (GR Gray, 1858) Drongo des Moluques
  - Gorong, Watubela est. , et Kai est. , au sud-ouest des Moluques

## Classification
Le nom valide complet (avec auteur) de ce taxon est Dicrurus densus (Bonaparte, 1850).
L'espèce a été initialement classée dans le genre Edolius sous le protonyme Edolius densus Bonaparte, 1850.
Ce taxon porte en français le nom vernaculaire ou normalisé suivant : Drongo de la Sonde.
Dicrurus densus a pour synonyme Edolius densus Bonaparte, 1850.